# Hyllisia niveovittata
Hyllisia niveovittata là một loài bọ cánh cứng trong họ Cerambycidae.